# Carlos Turrubiates
Carlos Turrubiates Pérez (Reynosa, 24 gennaio 1968) è un allenatore di calcio ed ex calciatore messicano, di ruolo difensore.